# Правителство на Социалистическа република Македония (8)
Осмото правителство на Социалистическа република Македония, наречено Изпълнителен съвет на Събранието на Социалистическа република Македония е формирано на 25 юни 1963 година. Мандатът му продължава около две години, до 11 май 1965 година.

## Състав на Изпълнителния съвет
Това е първият състав, след като името на републиката се сменя на Социалистическа република Македония. Съставът на правителството е следният:
- Александър Гърличков – председател
- Асен Симитчиев – заместник-председател
- Кемал Сейфула – заместник-председател
- Мире Доневски – секретар
- Живко Брайковски – член
- Васил Гривчев – член
- Търпе Яковлевски – член
- Веселинка Малинска – член
- Осман Мифтари – член
- Гога Николовски – член
- Мориц Романо – член
- Ангел Чемерски – член
- Фана Тозия – републикански секретар в Изпълнителния съвет
- Ванчо Апостолски – републикански секретар в Изпълнителния съвет

## Републикански секретари (министри)[2]
- Боро Чаушев – републикански секретар за вътрешни работи
- Галип Дема – републикански секретар за правосъдие
- Георги Цаца – републикански секретар за законодателство и организация
- Александър Кръстевски-Юлски – републикански секретар за бюджет и организация на управлението
- Борис Мильовски – републикански секретар за информация
- Методи Антов – републикански секретар за отбрана
- Илия Спировски – републикански секретар за финанси
- Васил Туджаров – републикански секретар за индустрия
- инж. Драги Траяновски – републикански секретар за земеделие и гори
- Драган Спировски – републикански секретар за търговия и туризъм
- инж. Кочо Китановски – републикански секретар за транспорт и връзки
- Васка Дуганова – републикански секретар на труда
- Киро Анастасов – републикански секретар за социална политика и комунални работи
- Славка Георгиева – Андреевич – – републикански секретар за просвета
- Стоян Кьосев – директор на Републиканския институт за стопанско планиране
- Велимир Гиновски – член и републикански секретар за стопанство[3]
- Никола Георгиевски – министър на народното здраве[4]